# Brad Hornung Trophy
Brad Hornung Trophy – nagroda przyznawana każdego sezonu dla najbardziej uczciwego sportowca Western Hockey League. Nazwa nagrody pochodzi od imienia i nazwiska Brada Hornunga, który został sparaliżowany podczas meczu 1 marca 1987.

## Lista nagrodzonych
- 2016–2017: Tyler Steenbergen, Swift Current Broncos
- 2015–2016: Tyler Soy, Victoria Royals
- 2014–2015: Rourke Chartier, Kelowna Rockets
- 2013–2014: Sam Reinhart, Kootenay Ice
- 2012–2013: Dylan Wruck, Edmonton Oil Kings
- 2011–2012: Mark Stone, Brandon Wheat Kings
- 2010–2011: Tyler Johnson, Spokane Chiefs
- 2009–2010: Jason Bast, Moose Jaw Warriors
- 2008–2009: Tyler Ennis, Medicine Hat Tigers
- 2007–2008: Tyler Ennis, Medicine Hat Tigers
- 2006–2007: Aaron Gagnon, Seattle Thunderbirds
- 2005–2006: Kris Russell, Medicine Hat Tigers
- 2004–2005: Kris Russell, Medicine Hat Tigers
- 2003–2004: Nigel Dawes, Kootenay Ice
- 2002–2003: Boyd Gordon, Red Deer Rebels
- 2001–2002: Ian White, Swift Current Broncos
- 2000–2001: Matt Kinch, Calgary Hitmen
- 1999–2000: Trent Hunter, Prince George Cougars
- 1998–1999: Matt Kinch, Calgary Hitmen
- 1997–1998: Cory Cyrenne, Brandon Wheat Kings
- 1996–1997: Kelly Smart, Brandon Wheat Kings
- 1995–1996: Hnat Domenichelli, Kamloops Blazers
- 1994–1995: Darren Ritchie, Brandon Wheat Kings
- 1993–1994: Lonny Bohonos, Portland Winter Hawks
- 1992–1993: Rick Girard, Swift Current Broncos
- 1991–1992: Steve Junker, Spokane Chiefs
- 1990–1991: Pat Falloon, Spokane Chiefs
- 1989–1990: Bryan Bosch, Lethbridge Hurricanes
- 1988–1989: Blair Atcheynum, Moose Jaw Warriors
- 1987–1988: Craig Endean, Regina Pats
- 1986–1987: Dywizja zachodnia: Dave Archibald, Portland Winter Hawks; Dywizja wschodnia: Len Nielson, Regina Pats
- 1985–1986: Dywizja zachodnia: Ken Morrison, Kamloops Blazers' Dywizja wschodnia: Randy Smith, Saskatoon Blades
- 1984–1985: Cliff Ronning, New Westminster Bruins
- 1983–1984: Mark Lamb, Medicine Hat Tigers
- 1982–1983: Darren Boyko, Winnipeg Warriors
- 1981–1982: Mike Moller, Lethbridge Broncos
- 1980–1981: Steve Tsujiura, Medicine Hat Tigers
- 1979–1980: Steve Tsujiura, Medicine Hat Tigers
- 1978–1979: Errol Rausse, Seattle Breakers
- 1977–1978: Steve Tambellini, Lethbridge Broncos
- 1976–1977: Steve Tambellini, Lethbridge Broncos
- 1975–1976: Blair Chapman, Saskatoon Blades
- 1974–1975: Danny Arndt, Saskatoon Blades
- 1973–1974: Mike Rogers, Calgary Centennials
- 1972–1973: Ron Chipperfield, Brandon Wheat Kings
- 1971–1972: Ron Chipperfield, Brandon Wheat Kings
- 1970–1971: Lorne Henning, Estevan Bruins
- 1969–1970: Randy Rota, Calgary Centennials
- 1968–1969: Bob Liddington, Calgary Centennials
- 1967–1968: Bernie Blanchette, Saskatoon Blades
- 1966–1967: Morris Stefaniw, Estevan Bruins